# Willi Wolter
Willi Wolter, född 14 november 1907 i Kleve, död 18 maj 1969 i Köln, var en tysk SS-Sturmbannführer och Regierungsrat. Han blev i juni 1943 befälhavare för Einsatzkommando 15 inom Einsatzgruppe E, en mobil insatsgrupp som hade till uppgift att mörda judar och bekämpa partisaner i Kroatien. Wolters insatskommando opererade i området kring Banja Luka. Wolter infångades i september 1944 av jugoslaviska partisaner; han släpptes i april 1945 i samband med en fångutväxling.